# Anémone
Anémone, pseudonimo di Anne Bourguignon (Parigi, 9 agosto 1950 – Poitiers, 30 aprile 2019), è stata un'attrice francese.

## Biografia
Figlia di uno psichiatra, André Bourguignon, e di una poetessa, Claire Justin-Besançon, Anne Bourguignon nacque a Parigi (VI arrondissement) il 9 agosto 1950. Trasse il nome d'arte dal primo film che interpretò, Anémone di Philippe Garrel, uscito nel 1968.
Vinse il Premio César per la migliore attrice nel 1988 per l'interpretazione nel film Innocenza e malizia e fu nominata altre quattro volte, due come miglior attrice (nel 1993 per Le petit prince a dit e nel 1995 per Pas très catholique)  e due come miglior attrice non protagonista (nel 1986 per Pericolo nella dimora e nel 1998 per Lautrec).
Accanita fumatrice, morì per un tumore polmonare il 30 aprile 2019 all'età di 68 anni.

## Vita privata
Artisticamente inattiva dal 2017, nel 2006 aveva lasciato il suo domicilio della via Buonaparte a Parigi per trasferirsi in campagna, a Sainte-Soline (Deux-Sèvres) nel Poitou. Ebbe due figli.

## Filmografia

### Cinema
- Anémone, regia di Philippe Garrel (1968)
- Je, tu, elles..., regia di Peter Foldes (1969)
- La Maison, regia di Gérard Brach (1970)
- Attenti agli occhi, attenti al... (Attention les yeux!), regia di Gérard Pirès (1976)
- Caccia al montone (L'Ordinateur des pompes funèbres), regia di Gérard Pirès (1976)
- Corrimi dietro... che t'acchiappo (Cours après moi que je t'attrape), regia di Robert Pouret (1976)
- Certi piccolissimi peccati (Un éléphant ça trompe énormément), regia di Yves Robert (1976)
- Le Couple témoin, regia di William Klein (1977)
- Vous n'aurez pas l'Alsace et la Lorraine, regia di Coluche e Marc Monnet (1977)
- Sale rêveur, regia di Jean-Marie Périer (1978)
- Quanto rompe mia moglie (Vas-y maman), regia di Nicole de Buron (1978)
- Ô Madiana, regia di Constant Gros-Dubois (1979)
- Baci da Parigi (French Postcards), regia di Willard Huyck (1979)
- Rien ne va plus, regia di Jean-Michel Ribes (1979)
- Certaines nouvelles, regia di Jacques Davila (1980)
- Je vais craquer!!!, regia di François Leterrier (1980)
- Une merveilleuse journée, regia di Claude Vital (1980)
- Viens chez moi, j'habite chez une copine, regia di Patrice Leconte (1981)
- La Gueule du loup, regia di Michel Léviant (1981)
- Les Babas Cool, regia di François Leterrier (1981)
- Ma femme s'appelle reviens, regia di Patrice Leconte (1982)
- Pour 100 briques t'as plus rien..., regia di Édouard Molinaro (1982)
- Le père Noël est une ordure, regia di Jean-Marie Poiré (1982)
- La notte porta consiglio (Le quart d'heure américain), regia di Philippe Galland (1982)
- Un homme à ma taille, regia di Annette Carducci (1983)
- Le père Noël est une ordure, regia di Philippe Galland (1985) (TV)
- Les nanas, regia di Annick Lanoë (1985)
- Tranches de vie, regia di François Leterrier (1985)
- Pericolo nella dimora (Péril en la demeure), regia di Michel Deville (1985)
- Le mariage du siècle, regia di Philippe Galland (1985)
- I Love You, regia di Marco Ferreri (1986)
- Innocenza e malizia (Le grand chemin), regia di Jean-Loup Hubert (1987)
- Poule et frites, regia di Luis Rego (1987)
- Envoyez les violons, regia di Roger Andrieux (1988)
- Sans peur et sans reproche, regia di Gérard Jugnot (1988)
- Les baisers de secours, regia di Philippe Garrel (1989)
- La scimmia impazzita (El sueño del mono loco), regia di Fernando Trueba (1989)
- Zanzibar, regia di Christine Pascal (1989)
- Les enfants volants, regia di Guillaume Nicloux (1990)
- Maman, regia di Romain Goupil (1990)
- Après après-demain, regia di Gérard Frot-Coutaz (1990)
- Ma soeur, mon amour, regia di Suzy Cohen (1992)
- La belle histoire, regia di Claude Lelouch (1992)
- Loulou Graffiti, regia di Christian Lejalé (1992)
- Le petit prince a dit, regia di Christine Pascal (1992)
- Coup de jeune, regia di Xavier Gélin (1993)
- Poisson-lune, regia di Bertrand Van Effenterre (1993)
- Aux petits bonheurs, regia di Michel Deville (1994)
- Pas très catholique, regia di Tonie Marshall (1994)
- L'échappée belle, regia di Étienne Dhaene (1996)
- Enfants de salaud, regia di Tonie Marshall (1996)
- Les bidochon, regia di Serge Korber (1996)
- Le cri de la soie, regia di Yvon Marciano (1996)
- La cible, regia di Pierre Courrège (1997)
- Marquise, regia di Véra Belmont (1997)
- Lautrec, regia di Roger Planchon (1998)
- L'homme de ma vie, regia di Stéphane Kurc (1999)
- Passeurs de rêves, regia di Hiner Saleem (2000)
- Voyance et manigance, regia di Eric Fourniols (2001)
- Step by Step, regia di Laurent Merlin (2001)
- Ma femme... s'appelle Maurice, regia di Jean-Marie Poiré (2002)
- C'est pas moi, c'est l'autre, regia di Alain Zaloum (2004)
- La ravisseuse, regia di Antoine Santana (2005)
- Voisins, voisines, regia di Malik Chibane (2005)
- La jungle, regia di Mathieu Delaporte (2006)
- Bataille natale, regia di Anne Deluz (2006) (TV)
- Le choix de Myriam, regia di Malik Chibane (2009) (TV)
- Il piccolo Nicolas e i suoi genitori (Le petit Nicolas), regia di Laurent Tirard (2009)
- Vengo subito (Je suis à vous tout de suite) (2015), regia di Baya Kasmi

### Televisione
- Thomas Guérin... retraité, regia di Patrick Jamain - film TV (1978)
- Les 400 coups de Virginie - miniserie TV, 1 puntata (1980)
- La Guerre des insectes - miniserie TV, 2 puntate (1981)